# Jason Bernard
Jason Bernard (né le 17 mai 1938 à Chicago, dans l'Illinois - mort le 18 octobre 1996 à Burbank, en Californie) est un acteur américain.

## Biographie
Il est né à Chicago dans l'Illinois. Il débute à la télévision en 1980.
Après le tournage de Menteur, menteur il subit une crise cardiaque le 16 octobre 1996 alors qu'il conduisait sa voiture à Burbank en Californie. Un accident s'ensuit et il est blessé. Il est transporté à la Providence St. Joseph's Medical Center à Burbank où il meurt.

## Filmographie partielle

### Cinéma
- 1997 : Menteur, menteur (Liar Liar) de Tom Shadyac : Juge Marshall Stevens
- 1995 : L'Amour à tout prix (While You Were Sleeping) de Jon Turteltaub : Jerry Wallace
- 1989 : Un intrus dans la ville (Paint It Black) de Tim Hunter : Lieutenant Wilder
- 1988 : Bird de Clint Eastwood : Benny Tate
- 1987 : Sens unique de Roger Donaldson : Major Donovan
- 1984 : Solo pour deux de Carl Reiner : Tyrone Wattell
- 1983 : La Nuit des juges de Peter Hyams : Judge Bocho
- 1983 : WarGames de John Badham : Capitaine Knewt
- 1983 : Tonnerre de feu de John Badham : Mayor
- 1982 : Ça chauffe au lycée Ridgemont (Fast Times at Ridgemont High) de Amy Heckerling : Gym Teacher (non crédité)
- 1978 : Morts suspectes de Michael Crichton : Surgical Residents (uncredited)
- 1978 : Uncle Joe Shannon de Joseph C. Hanwright : Goose
- 1976 : Car Wash de Michael Schultz : Lonnie's Parole Officer
- 1975 : Friday Foster (en) d'Arthur Marks : Charles Foley
- 1974 : Thomasine and Bushrod de Gordon Parks, Jr. (en) : Seldon

### Télévision

#### Téléfilms
- 1996 : Suddenly : Louie
- 1996 : Sophie and the Moonhanger : Holt
- 1996 : The Rockford Files: Friends and Foul Play : Leon Martin
- 1995 : Le Cerveau artificiel (The Computer Wore Tennis Shoes) : Professeur Miles Quigley
- 1995 : Aux portes de l'enfer (Down, Out and Dangerous) : Inspecteur Danner
- 1994 : Cosmic Slop (segment "Space Traders") Bernard Shields
- 1989 : Seule face au crime : Détective Mitchell
- 1988 : Une bavure policière : Lieutenant Crawford
- 1987 : Perry Mason : Qui a tué Madame? : Sergent Koslow
- 1986 : Les Enfants de la nuit (The Children of Times Square) : Lieutenant Devins
- 1985 : Le Viol de Richard Beck : Sergent Wally Rydell
- 1984 : Implosion trois : Capitaine Frank Sydney
- 1983 : V : Caleb Taylor
- 1982 : Mari par correspondance : Judge
- 1982 : Pray TV (en) : Everett
- 1980 : The Night the City Screamed : Dale Wrightson
- 1978 : A Woman Called Moses (en) : Daddy Ben Ross
- 1977 : Wilma : Coach Temple

#### Séries télévisées
- 1996 : Ménage à trois (Partners) (saison 1, épisode 21 : Vous démissionnez ?) : Leavitt
- 1996 : Arabesque (Murder, She Wrote) (saison 12, épisode 13 : L'Ombre du Passé) : Wilson Sloane
- 1994 : Where in the World is Carmen Sandiego? (Where on Earth Is Carmen Sandiego?) : voix additionnelles
- 1992 : Dinosaures (saison 2, épisode 21 : Et le gagnant est…) : Edward R. Hero (voix)
- 1991 - 1994 : Herman's Head : M. Bracken (72 épisodes)
- 1990 - 1991 : Flash (The Flash) : Dr Desmond Powell / Nightshade
  - (saison 1, épisode 09 : Le Spectre)
  - (saison 1, épisode 16 : L'Imposteur)
- 1990 : Equal Justice (en) (saison 1, épisode 13 : Separate Lives) : Judge Thaddeus Jones
- 1989 : Duo d'enfer (Hardball) (saison 1, épisode 01 : Till Death Do Us Part)
- 1989 : Un flic dans la mafia (Wiseguy) : procureur général
  - (saison 3, épisode 11 : Le Septième Jour)
  - (saison 3, épisode 12 : Le Neuvième Jour)
- 1989 : American Playhouse (en) (saison 8, épisode 10 : The Meeting) : Martin Luther King, Jr.
- 1989 : Heart and Soul (programme court) : Cecil Kincaid
- 1989 : Unsub : Révérend Grace
  - (saison 1, épisode 06 : And the Dead Shall Rise to Condem Thee: Part 1)
  - (saison 1, épisode 07 : And the Dead Shall Rise to Condem Thee: Part 2)
- 1988 : La Maison en folie (saison 1, épisode 07 : Tinker to Evers to Tucson) : M. Noack
- 1988 : Femmes d'affaires et Dames de cœur (Designing Women) (saison 3, épisode 02 : The Candidate) : Wilson Brickette
- 1987 : La Belle et la Bête (Beauty and the Beast) (saison 1, épisode 11 : Un silence impossible) : Jack Davis
- 1987 : CBS Summer Playhouse (saison 1, épisode 18 : Kingpins) : Vern Puckett
- 1987 : Amen (saison 1, épisode 12 : Frye for the Defense) : Dexter
- 1986 - 1987 : It's Garry Shandling's Show. : Officier Sweeny
  - (saison 1, épisode 01 : The Day Garry Moved In)
  - (saison 2, épisode 05 : Nancy Gets Amnesia)
- 1986 : Cosby Show (The Cosby Show) (saison 3, épisode 11 : Souvenirs de guerre) : Sergent Major Boswell Stokes
- 1986 : Starman (saison 1, épisode 08 : Le Faucon pèlerin) : Chief Harold Galley
- 1986 : Comedy Factory (saison 2, épisode 03 : The Faculty) : Finney Morgan
- 1985 : Chasseurs d'ombres (Shadow Chasers) (saison 1, épisode 06 : Le Fantôme de l'hôtel) : Burke
- 1985 : Le Juge et le Pilote (Hardcastle and McCormick) (saison 3, épisode 11 : Une convention pas très conventionnelle) : Arnie Sandoval
- 1985 : Drôle de vie (The Facts of Life) (saison 7, épisode 04 : Teacher, Teacher) : Frank
- 1985 : Hôtel (Hotel) (saison 2, épisode 24 : Obsessions) : Irwin Smith
- 1985 : Harry Fox, le vieux renard (Crazy Like a Fox) (saison 1, épisode 09 : The Geronimo Machine)
- 1984 : Côte Ouest (Knots Landing) : Dr Garner
  - (saison 6, épisode 01 : Le temps c'est de l'argent)
  - (saison 6, épisode 02 : Risques calculés)
  - (saison 6, épisode 03 : Cessez le feu)
  - (saison 6, épisode 12 : Territoire inconnu)
- 1984 : Riptide (saison 2, épisode 08 : Drôle d’affaire) : M. Collins
- 1984 : Tribunal de nuit (Night Court) : Juge Robert T. Willard
  - (saison 1, épisode 07 : Once in Love with Harry)
  - (saison 2, épisode 07 : Harry on Trial)
- 1984 : Shérif, fais-moi peur (The Dukes of Hazzard) (saison 7, épisode 06 : Du rififi à Hollywood) : The Chief Guard
- 1984 : Supercopter (Airwolf) (saison 2, épisode 06 : Arrestation) : Aaron Martin
- 1984 : Rick Hunter (Hunter) (saison 1, épisode 03 : Domaine dangereux) : Chef Kenny Lanark
- 1984 : Wolf Rock TV (en) : M. Morris (voix)
- 1984 : V : La Bataille finale (mini-série) : Caleb Taylor
  - (épisode 01 : La Bataille finale : 1re partie)
  - (épisode 02 : La Bataille finale : 2e partie)
  - (épisode 03 : La Bataille finale : 3e partie)
- 1984 : The Fisher Family (épisode 15 : Dark Journey)
- 1983 : The Jeffersons : Lloyd Tyndall
  - (saison 10, épisode 01 : Mission: Incredible: Part 1)
  - (saison 10, épisode 02 : Mission: Incredible: Part 2)
  - (saison 10, épisode 03 : Mission: Incredible: Part 3)
- 1983 : High Performance : Fletch
- 1983 : V : Caleb Taylor
- 1982 - 1988 : Cagney et Lacey (Cagney and Lacey) (8 épisodes) : Inspecteur adjoint Marquette
- 1982 : Tucker's Witch (saison 1, épisode 05 : Terminal Case) : M. Stillwell
- 1982 : Ralph Super-héros (The Greatest American Hero) (saison 3, épisode 01 : Divorce, Venusian Style) : Morgan
- 1982 : Here's Boomer (en) (saison 2, épisode 10 : Flatfoots) : Sergent Lindsey Andrews
- 1982 : MASH (saison 10, épisode 14 : La Dent de l'amer) : Capitaine Quentin Rockingham
- 1982 : Des jours et des vies (Days of our Lives) : Preston Wade
- 1981 - 1982 : Flamingo Road : Carl Turner
  - (saison 1, épisode 07 : The Election)
  - (saison 1, épisode 09 : Trapped)
  - (saison 2, épisode 03 : The Substitute)
  - (saison 2, épisode 13 : Chance of a Lifetime)
- 1981 : Concrete Cowboys (it) (saison 1, épisode 03 : On the Run) : Turman
- 1978 : The White Shadow (en) (saison 1, épisode 01 : Pilot) : Jim Willis
- 1977 : Delvecchio (saison 1, épisode 15 : Bad Shoot) : Sergent Ogden
- 1976 : Switch (saison 2, épisode 27 : Fleece of Snow) : Capitaine Dellinger
- 1976 : Docteur Marcus Welby (Marcus Welby, M.D.) (saison 7, épisode 23 : Vanity Case) : Dr Hal Mendoza
- 1976 : The Blue Knight (en) : Inspecteur Al Bosco
  - (saison 1, épisode 11 : To Kill a Tank)
  - (saison 1, épisode 09 : Snitch's Karma)
- 1976 : Starsky et Hutch (Starsky & Hutch) : R.C. Turner
  - (saison 1, épisode 17 : Silence)
  - (saison 1, épisode 18 : Omaha Tiger)
- 1975 : L'aventure est au bout de la route (Movin' On) (saison 2, épisode 06 : ...To Be in Carolina) : Cabe
- 1972 : Médecins d'aujourd'hui (Medical Center) (saison 4, épisode 03 : Condemned) : Resident
- 1969 : Then Came Bronson (en) (saison 1, épisode 12 : A Long Trip to Yesterday) : Reverend Taylor
- 1969 : The Bold Ones: The New Doctors (saison 1, épisode 01 : To Save a Life) : Dr Griffith

### Jeux vidéo
- 1996 : Wing Commander IV : Le Prix de la liberté (Wing Commander IV: The Price of Freedom) : Capitaine William Eisen (voix)
- 1994 : Wing Commander III : Cœur de tigre (Wing Commander III: Heart of the Tiger) : Capitaine William Eisen (voix)
- 1992 : Flash III: Deadly Nightshadow